# 天瑞景星
天瑞景星（てんずいけいせい）は、大長和の鄭仁旻の時代に使用された元号。
年代不明。